# Flash Hollett
Frank William Hollett, dit Flash Hollett, né le 13 avril 1912 à North Sydney au Canada - mort le 20 avril 1999, est un joueur de hockey sur glace.

## Carrière
Il commence sa carrière professionnelle dans la Ligue internationale de hockey dans l'équipe des Stars de Syracuse. Il rejoint la Ligue nationale de hockey lors de la saison 1933-1934 de la LNH avec les Maple Leafs de Toronto.
Il signe en 1935 avec les Bruins de Boston où il jouera jusqu'en 1944. Cette année-là il signe avec les Red Wings de Détroit où il deviendra capitaine de 1944 à 1946. Il met un terme à sa carrière en 1946.
Dans sa carrière LNH, il a marqué 132 buts et 181 passes pour 313 points en 565 matchs. Dans les séries éliminatoires, il a marqué 8 buts et 26 passes pour 34 points en 80 matchs,.
Il meurt le 20 avril 1999.

## Statistiques
| Saison     | Équipe                 | Ligue      |     | Saison régulière | Saison régulière | Saison régulière | Saison régulière | Saison régulière |   | Séries éliminatoires | Séries éliminatoires | Séries éliminatoires | Séries éliminatoires | Séries éliminatoires |
| Saison     | Équipe                 | Ligue      | PJ  | B                | A                | Pts              | Pun              | PJ               | B | A                    | Pts                  | Pun                  |                      |                      |
| 1932-1933  | Stars de Syracuse      | LIH        |     | 0                | 2                | 2                | 16               |                  |   |                      |                      |                      |                      |                      |
| 1933-1934  | Bisons de Buffalo      | LIH        |     | 5                | 4                | 9                | 8                |                  |   |                      |                      |                      |                      |                      |
| 1933-1934  | Maple Leafs de Toronto | LNH        | 4   | 1                | 0                | 1                | 4                | -                | - | -                    | -                    | -                    |                      |                      |
| 1933-1934  | Sénateurs d’Ottawa     | LNH        | 30  | 6                | 4                | 10               | 21               | -                | - | -                    | -                    | -                    |                      |                      |
| 1934-1935  | Maple Leafs de Toronto | LNH        | 48  | 10               | 16               | 26               | 38               | 7                | 0 | 0                    | 0                    | 6                    |                      |                      |
| 1935-1936  | Maple Leafs de Toronto | LNH        | 11  | 1                | 4                | 5                | 8                | -                | - | -                    | -                    | -                    |                      |                      |
| 1935-1936  | Stars de Syracuse      | LIH        | 4   | 2                | 1                | 3                | 8                | -                | - | -                    | -                    | -                    |                      |                      |
| 1935-1936  | Cubs de Boston         | Can-Am     |     | 6                | 15               | 21               | 24               |                  |   |                      |                      |                      |                      |                      |
| 1935-1936  | Bruins de Boston       | LNH        | 6   | 1                | 2                | 3                | 2                | -                | - | -                    | -                    | -                    |                      |                      |
| 1936-1937  | Bruins de Boston       | LNH        | 47  | 3                | 7                | 10               | 22               | 3                | 0 | 0                    | 0                    | 2                    |                      |                      |
| 1937-1938  | Bruins de Boston       | LNH        | 48  | 4                | 10               | 14               | 54               | 3                | 0 | 1                    | 1                    | 0                    |                      |                      |
| 1938-1939  | Bruins de Boston       | LNH        | 47  | 10               | 17               | 27               | 27               | 12               | 1 | 3                    | 4                    | 2                    |                      |                      |
| 1939-1940  | Bruins de Boston       | LNH        | 44  | 10               | 18               | 28               | 18               | 6                | 1 | 2                    | 3                    | 2                    |                      |                      |
| 1940-1941  | Bears de Hershey       | LAH        | 5   | 4                | 2                | 6                | 2                | -                | - | -                    | -                    | -                    |                      |                      |
| 1940-1941  | Bruins de Boston       | LNH        | 42  | 9                | 15               | 24               | 23               | 11               | 3 | 4                    | 7                    | 8                    |                      |                      |
| 1941-1942  | Bruins de Boston       | LNH        | 48  | 19               | 14               | 33               | 21               | 5                | 0 | 1                    | 1                    | 2                    |                      |                      |
| 1942-1943  | Bruins de Boston       | LNH        | 50  | 19               | 25               | 44               | 19               | 9                | 0 | 9                    | 9                    | 4                    |                      |                      |
| 1943-1944  | Bruins de Boston       | LNH        | 25  | 9                | 7                | 16               | 4                | -                | - | -                    | -                    | -                    |                      |                      |
| 1943-1944  | Red Wings de Détroit   | LNH        | 27  | 6                | 12               | 18               | 34               | 5                | 0 | 0                    | 0                    | 6                    |                      |                      |
| 1944-1945  | Red Wings de Détroit   | LNH        | 50  | 20               | 21               | 41               | 39               | 14               | 3 | 4                    | 7                    | 6                    |                      |                      |
| 1945-1946  | Red Wings de Détroit   | LNH        | 38  | 4                | 9                | 13               | 16               | 5                | 0 | 2                    | 2                    | 0                    |                      |                      |
| Totaux LNH | Totaux LNH             | Totaux LNH | 565 | 132              | 181              | 313              | 350              | 80               | 8 | 26                   | 34                   | 38                   |                      |                      |